# Astragalus tibeticola
Astragalus tibeticola är en ärtväxtart som beskrevs av Dieter Podlech och L.R.Xu. Astragalus tibeticola ingår i släktet vedlar, och familjen ärtväxter. Inga underarter finns listade i Catalogue of Life.